# Lipaleyrodes euphorbiae
Lipaleyrodes euphorbiae là một loài côn trùng cánh nửa trong họ Aleyrodidae, phân họ Aleyrodinae.
Lipaleyrodes euphorbiae được David & Subramaniam miêu tả khoa học đầu tiên năm 1976.